# Улмі (Ясси)
Улмі (рум. Ulmi) — село у повіті Ясси в Румунії. Входить до складу комуни Белчешть.
Село розташоване на відстані 325 км на північ від Бухареста, 41 км на захід від Ясс.

## Населення
За даними перепису населення 2002 року у селі проживали 716 осіб, усі — румуни. Усі жителі села рідною мовою назвали румунську.